# Josephine Brunsvik
La condesa Josephine Brunsvik de Korompa o Josephine Deym, en húngaro Brunszvik Jozefina grófnő, en alemán Gräfin Josephine Brunszvik, (Pressburg, 28 de marzo de 1779 – 31 de marzo de 1821) fue una noble húngara y probablemente la mujer más importante en la vida de Ludwig van Beethoven. La relación entre ambos está documentada en al menos 15 cartas de amor que le escribió en las que la llamaba su "única amada", siendo "eternamente devoto" de ella y "siempre fiel". Varios musicólogos la consideran la destinataria más probable de la misteriosa "Carta a la amada inmortal".

## Vida
Josephine nació en 1779 en Pressburg (actual Bratislava en Eslovaquia), que en aquel tiempo formaba parte del Reino de Hungría. Su padre era el conde Anton Brunsvik (Antal Brunszwick) y su madre la baronesa Anna, cuyo apellido de soltera era von Seeberg. Sus hermanos eran la primogénita Therese (1775-1861), Franz (1777-1849), el único hijo varón y por tanto único heredero; y la pequeña Charlotte (1782-1843). El padre murió en 1792, dejando a su esposa con cuatro hijos pequeños. La familia Brunsvik vivía en un magnífico castillo en Martonvásár, cerca de Budapest. También tenían un castillo en Korompa, en el municipio eslovaco de Dolná Krupá. Los niños crecieron disfrutando de una educación impartida por profesores particulares, estudiando idiomas, literatura clásica y música. Los cuatro resultaron ser músicos de talento. Franz se convirtió en un distinguido violonchelista y las muchachas destacaban en el piano, sobre todo Josephine. Admiraban en especial la música de Ludwig van Beethoven, que durante la década de 1790 se había establecido como pianista estrella en la capital austriaca de Viena.

### Primer matrimonio
En mayo de 1799 Anna llevó a sus hijas Therese y Josephine a Viena para pedir a Beethoven que les diera clases de piano. El compositor admitió más tarde que tuvo que reprimir su amor por Josephine, en una carta dirigida a Josephine de marzo - abril de 1805:

«(...) o geliebte J., (...) als ich zu ihnen kam - war ich in der festen Entschlossenheit, auch nicht einen Funken Liebe in mir keimen zu laßen (...)»
(...) Oh amada J., (...) cuando te conocí por primera vez - estaba decidido a no dejar que germinara en mí una chispa de amor (...)

Ella también se sentía "entusiasmada" por él tal y como se refleja en una carta dirigida a Beethoven en el invierno de 1806-1807:

«Meine ohnedieß, für Sie enthousiastische Seele noch eher ich Sie persönlich kannte - erhielt durch Ihre Zuneigung Nahrung. Ein Gefühl das tief in meiner Seele liegt und keines Ausdrucks fähig ist, machte mich Sie lieben; noch ech ich Sie kan[n]te machte ihre Musick mich für Sie enthousiastisch - Die Güte ihres Characters, ihre Zuneigung vermehrte es»
Mi alma ya estaba entusiasmada por ti incluso antes de conocerte personalmente - esto se incrementó a través de tu afecto. Un sentimiento profundo en mi alma, incapaz de expresarse, me hizo amarte. Incluso antes de conocerte, tu música me hizo "entusiasmarme" por ti. La bondad de tu carácter, tu afecto lo aumentó.

A pesar de estos sentimientos Sin embargo, se casó con el conde Joseph Deym (nacido en 1752), mucho mayor que ella, ya que su madre necesitaba un yerno adinerado de igual posición social. Tras algunas dificultades iniciales (sobre todo económicas), los Deym desarrollaron una relación razonablemente feliz. Beethoven, que continuaba como profesor de piano de Josephine, era un visitante asiduo. Josephine tuvo tres hijos en rápida sucesión y estaba embarazada del cuarto cuando el conde Deym murió repentinamente de neumonía en enero de 1804.

### Viudez

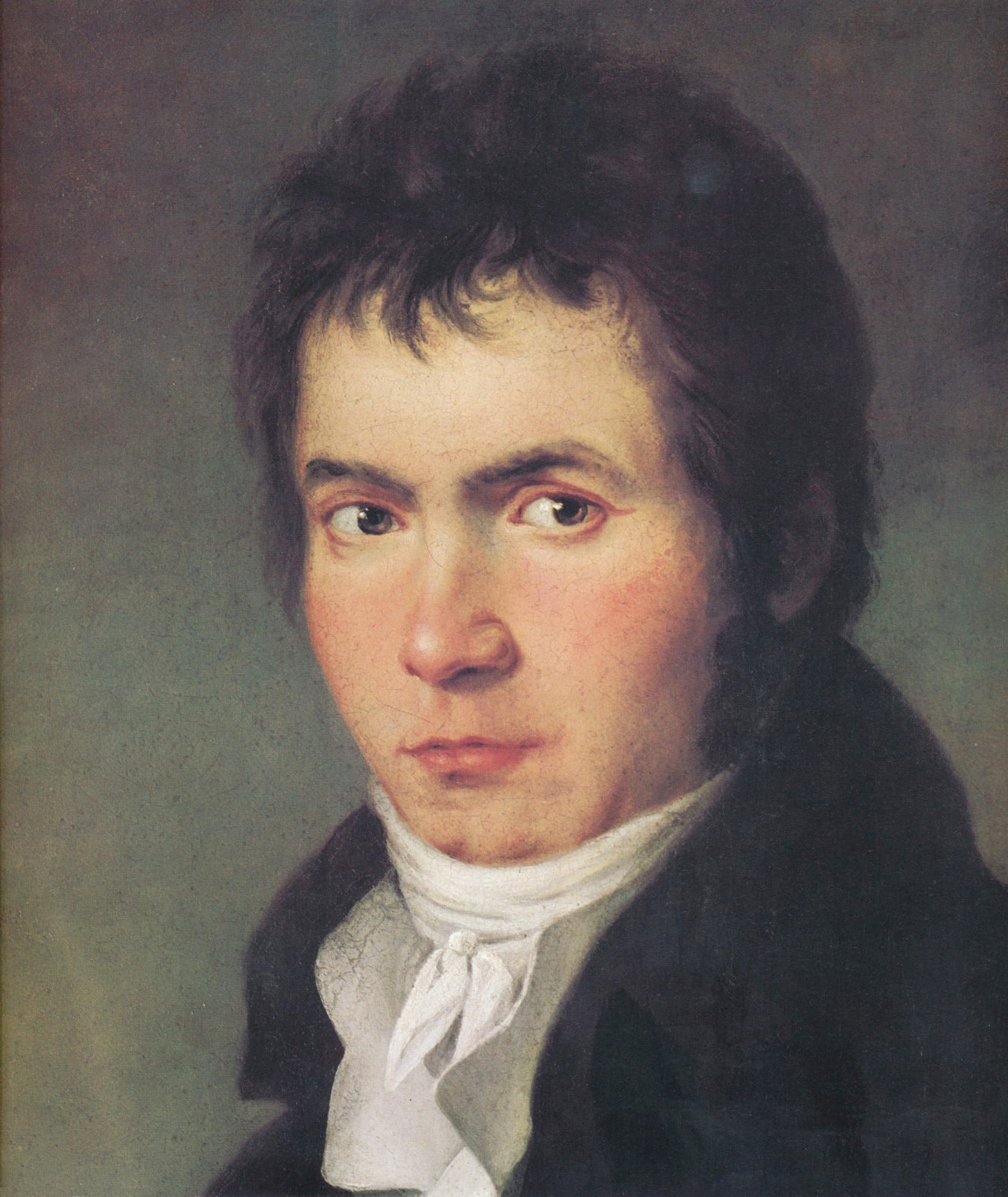
Beethoven en 1804.

Beethoven continuó viendo a la joven viuda con frecuencia. Con demasiada frecuencia, como pronto observó la hermana Charlotte en una carta enviada a Therese el 19 de diciembre de 1804:

«Beethoven vient très souvent, il donne des leçons à Pepi - c'est un peu dangereux, je t'avoue.»
Beethoven viene muy a menudo, le da lecciones a Pepi - esto es un poco peligroso, debo confesar.

Beethoven le escribió cartas de amor cada vez más apasionadas, de las que se conservan 15, aunque no se publicaron antes de 1957. Josephine le respondió del mismo modo, aunque no se conserva ninguna de sus cartas propiamente dichas, sólo algunos borradores. Pero evidentemente deseaba mantener el romance en secreto. En marzo-abril de 1805, Beethoven se esforzó en explicar a Josephine que no tenía por qué preocuparse después de que su mecenas, el príncipe Karl Lichnowsky, había descubierto en el escritorio de Beethoven el autógrafo de la canción "An die Hoffnung", Op. 32 [A la esperanza] con la dedicatoria secreta a Josephine (más tarde publicada sin dedicatoria). El maestro alemán compuso no sólo esta canción, sino también la pieza para piano de intenso lirismo Andante favori WoO 57, una declaración musical de amor, especialmente para Josephine. Algunos creen que fue concebida como el movimiento intermedio original de la tormentosa Sonata Waldstein Op. 53, finalmente descartada por su excesiva extensión. Op. 53, descartada por su sensualidad en favor de una introducción austera e introspectiva para el rondó final).
La familia Brunsvik intensificó la presión para poner fin a la relación, tal y como se observa en una carta de Therese a Charlotte del 20 de enero de 1805.

«Beethoven und Pepi, was soll daraus werden? ¡Sie soll auf ihrer Hut sein! ... Ihr Herz muss die Kraft haben nein zu sagen, eine traurige Pflicht.»
Beethoven y Pepi, ¿qué va a ser esto? ... ¡Ella debe estar en guardia! Su corazón debe tener la fuerza para decir no, un triste deber.

La condesa no podía contemplar la posibilidad de casarse con Beethoven, un plebeyo, por la sencilla razón de que habría perdido la tutela de sus aristocráticos hijos. Así se lo hacía saber Josephine al músico en una carta escrita en el invierno de 1806-1807:

«Ich müßte heilige Bande verletzen, gäbe ich Ihrem Verlangen Gehör - Glauben Sie - daß ich, durch Erfüllung meiner Pflichten, am meisten leide - und daß gewiß, edle Beweggründe meine Handlungen leiteten.»
Tendría que violar lazos sagrados si cediera a tu petición - Créeme - que yo, al hacer lo que es mi deber, sufro más - y que seguramente nobles motivos guiaban mis acciones.

Hacia finales de 1807, Josephine empezó a ceder a la presión de su familia y se alejó de Beethoven; no estaba en casa cuando él fue a verla. Esto se interpretó posteriormente de forma errónea como un "enfriamiento" de su amor.

### Segundo matrimonio

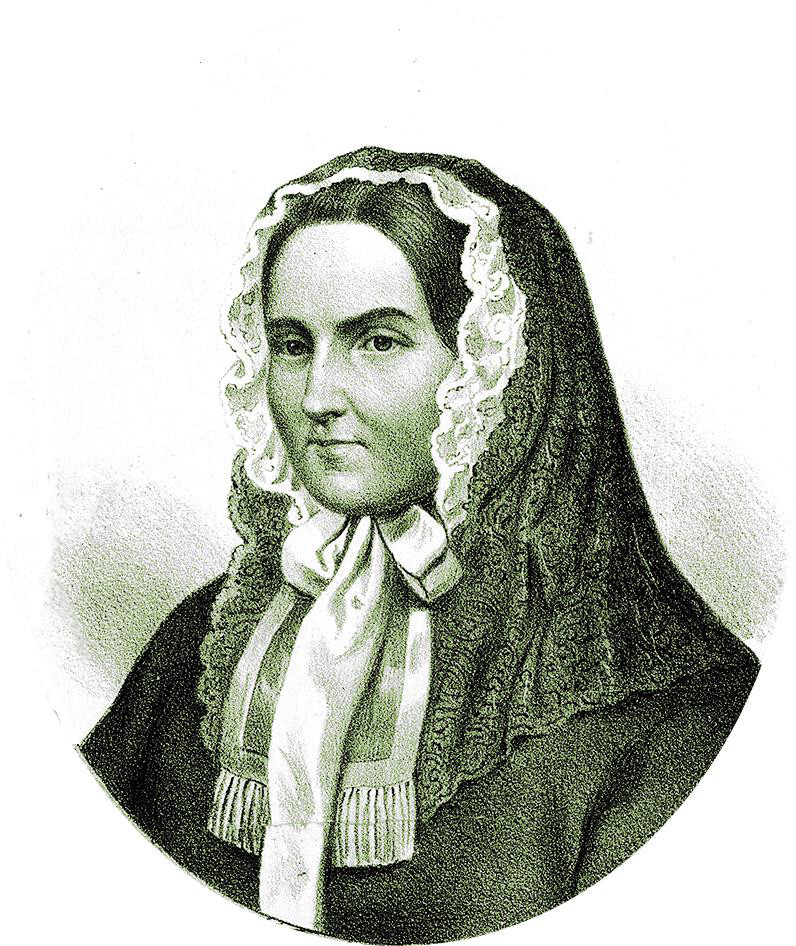
Therese Brunsvik, su hermana mayor.

En 1808 Therese emprendió con su hermana un largo viaje que las llevó a Yverdon-les-Bains en Suiza, donde conocieron al famoso pedagogo Pestalozzi, con el fin de encontrar un maestro para los dos hijos de Josephine en edad escolar. El hombre recomendado fue el barón estonio Christoph von Stackelberg (1777-1841), que se unió a ellos en su viaje de regreso a Austria, pasando por Ginebra, el sur de Francia e Italia. Durante el invierno de 1808-1809 cruzaron los Alpes, y Josephine enfermó de gravedad varias veces y estaba demasiado débil para resistirse a las insinuaciones amorosas, por lo que estaba embarazada cuando las dos hermanas regresaron, con Stackelberg, a Hungría en el verano de 1809.
Esto se desprende de una carta de Stackelberg de 1815 y de las anotaciones posteriores de Therese en su diario:

«Sie stellte mir vor wie ich in Genf hätte handeln sollen als sie mich um Hülfe ansprach - damals hätt' ich sie retten können.»
Ella me reprochó que debería haber actuado en Ginebra cuando me pidió ayuda; entonces podría haberla salvado.

Stackelberg, como extranjero de rango inferior y no católico, fue inmediatamente rechazado por los Brunsvik, preocupados por su estatus. La primera hija de Josephine con Stackelberg, María Laura, nació en secreto en diciembre de 1809. Su madre Anna, muy a su pesar, dio el consentimiento por escrito al matrimonio, no sólo para dar un padre al bebé, sino también porque Stackelberg amenazó con interrumpir la educación de los pequeños Deym en caso contrario. La boda se celebró sin invitados en febrero de 1810 en la ciudad húngara de Esztergom (Gran).
El segundo matrimonio fue infeliz desde el primer día y no hizo más que empeorar. Tras el nacimiento de su segunda hija Theophile, exactamente nueve meses después de la boda, Josephine volvió a enfermar y en 1811 decidió no volver a acostarse con su marido. La pareja también tuvo fuertes desacuerdos sobre los métodos de educación. Pero el punto final y la razón principal de la ruptura irreversible, fue la adquisición fallida de una costosa finca en Witschapp, Moravia, que Stackelberg no consiguió financiar y que supuso su ruina financiera total.

### 1812

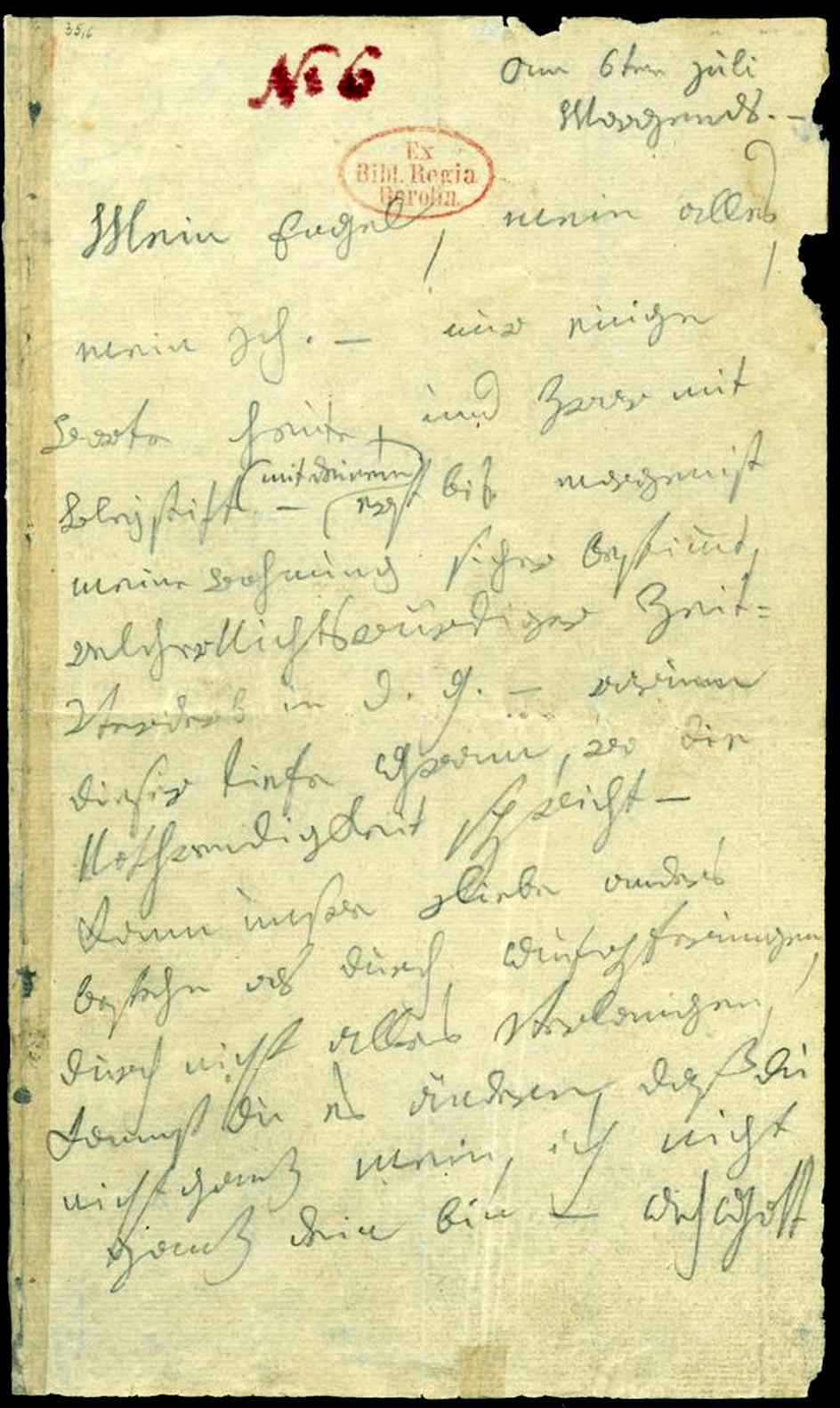
Facsímil de la primera página destinada a la Amada inmortal.

Tras muchos pleitos perdidos, disputas angustiosas y discusiones que dejaron a Josephine en un estado anímico desesperado, Stackelberg la abandonó. Probablemente ocurrió en junio de 1812, supuestamente debido a un repentino ímpetu religioso, para encontrar consuelo en la oración y la contemplación piadosa. Esto no ayudó a Josephine, que necesitaba dinero urgentemente, y en cualquier caso se encontraba agonizando y sufriendo. Ella tenía una clara intención de ir a Praga conforme a las anotaciones de su diario de junio de 1812:

«Ich habe heute einen schweren Tag... St. will daß ich mir selbst sitzen soll. er ist gefühllos für bittende in der Noth... Ich will Liebert in Prague [!] sprechen.»
Hoy ha sido un día difícil para mí... Stackelberg quiere abandonarme a mi suerte. Es insensible a los que suplican necesitados... Quiero ver a Liebert en Praga [!]

Sin embargo, sus diarios y los de su hermana Therese terminan abruptamente en esta etapa y no continúan hasta unos dos meses más tarde. Mientras tanto, Beethoven viajó a Teplitz (Teplice) pasando por Praga, donde el 3 de julio de 1812 debió tener un encuentro con una mujer a la que posteriormente llamó su "Amada inmortal" en una carta escrita el 6-7 de julio, que se guardó para sí mismo.
La mayor preocupación de Josephine era conservar la custodia de sus cuatro hijos con Deym y logró encontrar un nuevo modus vivendi con su distanciado marido en agosto de 1812. El punto principal de este nuevo contrato matrimonial era que Stackelberg tenía por escrito que podía abandonarla en cualquier momento, lo que hizo más tarde, cuando nació una hija, Minona, el 8 de abril de 1813. Es posible que sospechara que no podía ser hija suya.

### Separación
En 1814, Stackelberg se presentó de nuevo para recoger a "sus" hijos, incluida Minona. Josephine se negó, así que llamó a la policía para que se llevara a los tres infantes por la fuerza. Sin embargo, Stackelberg no se llevó a los niños a su casa de Estonia, sino que volvió a viajar por el mundo y los abandonó en casa de un diácono en Bohemia.
Josefina, sola y cada vez más enferma, contrató al cuestionable profesor de matemáticas Andrian [Karl Eduard von Andrehan-Werburg]... poco a poco fue cayendo bajo su carismático hechizo, quedando embarazada de él. El 16 de septiembre de 1815, escondida en una cabaña, dio a luz a Emilie. Mientras tanto, Stackelberg había conseguido una herencia, ya que había muerto un hermano suyo. Llegó a Viena en abril de 1815 en busca de Josephine. Ella, que estaba embarazada, no estaba interesada puesto que la relación se hallaba irremediablemente rota desde hacía tiempo. Stackelberg reaccionó escribiéndole una larga carta en la que le indicaba cuánto la "despreciaba" y además acudió a la policía para calumniarla. Un informe policial del 30 de junio de 1815 sobre la "reputación" de Josephine estaba posiblemente basado en la denuncia de Stackelberg de un supuesto incidente incestuoso entre sus hijos.
Josefina echó entonces a Andrián, que se hizo cargo de su hija ilegítima y la crio solo hasta que la niña murió dos años después de sarampión. Pero por si esta serie de incidentes traumáticos no fuera suficiente, le seguirían más sinsabores. Dechant Franz Leyer de Trautenau le escribió el 29 de diciembre de 1815 que tenía bajo su custodia a sus tres hijas pequeñas, pero que Stackelberg hacía tiempo que había dejado de enviarles dinero. Josephine y Therese, emocionadas por volver a saber de ellas después de casi dos años, reunieron todo el dinero que pudieron y se lo enviaron a Leyer. Este poco después les sugirió que llevaran a las niñas a casa de su madre, que era donde debían estar dado que el padre había desaparecido. El destino quiso que, justo cuando Josephine estaba segura de volver a ver a sus hijas, Otto, el hermano de Christoph von Stackelberg, se presentara en Trautenau para llevárselas.
Existen evidencias de que tanto Josephine como Beethoven estuvieron en Baden en el verano de 1816, donde muy probablemente se reunieron, e incluso parece que lo habían planeado. Josephine había solicitado un pasaporte para viajar al balneario alemán de Bad Pyrmont, pero finalmente no acudió. Resulta curioso que en agosto de 1816 Beethoven anotara en su diario:

«(...) nicht nach P - t, sondern mit P. - abreden, wie es am besten zu machen sey.»
(...) no a P - t, sino con P. - discutir la mejor manera de organizarlo.

### Muerte
La vida de Josefina terminó en una agonía y miseria crecientes. Los cuatro hijos Deym, ya adolescentes, siguieron sus propios caminos. Los varones se alistaron en el ejército, para horror de su madre postrada en cama. Las tres hijas del matrimonio con Stackelberg habían desaparecido. Por su parte, su hermana Therese se alejó, su hermano Franz dejó de enviar dinero, al igual que su madre Anna que escribió a Josephine una carta en la que le decía que todo era culpa suya.
La condesa falleció el 31 de marzo de 1821, a la edad de 42 años. Durante este año Beethoven compuso sus últimas Sonatas para piano n.º 31 Op. 110 y la n.º 32 Op. 111. Dichas sonatas son descritas por los musicólogos como "como réquiems" con reminiscencias discernibles del "tema de Josefina", el Andante favori, que a su vez se ha discernido que canta repetidamente Jo-se-phi-ne.